# Campeonato Mundial de Ciclismo em Pista de 1990
O LXXXVII Campeonato Mundial de Ciclismo em Pista celebrou-se em Maebashi (Japão) no mês de agosto de 1990 baixo a organização da União Ciclista Internacional (UCI) e a Federação Japonesa de Ciclismo.
As competições realizaram-se no Green Dome da cidade nipónica. Ao todo disputaram-se 15 provas, 12 masculinas (5 profissionais e 7 amador) e 3 femininas.

## Medalhistas

### Masculino profissional
| Evento                 | Ouro                                 | Prata                         | Bronze                        |
| ---------------------- | ------------------------------------ | ----------------------------- | ----------------------------- |
| Velocidade individual  | Michael Hübner · Alemanha Oriental   | Claudio Golinelli · Itália    | Stephen Pate · Austrália      |
| Perseguição individual | Viacheslav Yekimov · União Soviética | Francis Moreau · França       | Armand de Las Cuevas · França |
| Carreira por pontos    | Laurent Biondi · França              | Michael Markussen · Dinamarca | Daniel Clark · Austrália      |
| Keirin                 | Michael Hübner · Alemanha Oriental   | Michel Vaarten · Bélgica      | Claudio Golinelli · Itália    |
| Meio fundo             | Walter Brugna · Itália               | Peter Steiger · Suíça         | Daniel Clark · Austrália      |

### Masculinoamador
| Evento                  | Ouro                                                                                      | Prata                                                                                       | Bronze                                                                      |
| ----------------------- | ----------------------------------------------------------------------------------------- | ------------------------------------------------------------------------------------------- | --------------------------------------------------------------------------- |
| Velocidade individual   | Bill Huck · Alemanha Oriental                                                             | Curtis Harnett · Canadá                                                                     | Jens Fiedler · Alemanha Oriental                                            |
| Perseguição individual  | Yevgueni Berzin · União Soviética                                                         | Valeri Batura · União Soviética                                                             | Michael McCarthy · Estados Unidos                                           |
| Perseguição por equipas | União Soviética · Valeri Batura · Yevgueni Berzin · Dmitry Nelyubin · Alexandr Gonchenkov | Alemanha Ocidental · Michael Glöckner · Stefan Steinweg · Erik Weispfennig · Andreas Walzer | Austrália · Brett Aitken · Stephen McGlede · Darren Winter · Mark Kingsland |
| 1 km contrarrelógio     | Alexandr Kirichenko · União Soviética                                                     | Martin Vinnicombe · Austrália                                                               | Jens Glücklich · Alemanha Oriental                                          |
| Carreira por pontos     | Stephen McGlede · Austrália                                                               | Bruno Risi · Suíça                                                                          | Jan Bo Petersen · Dinamarca                                                 |
| Meio fundo              | Roland Königshofer · Áustria                                                              | David Solari · Itália                                                                       | Andrea Bellati · Suíça                                                      |
| Tándem                  | Itália · Gianluca Capitano · Federico Paris                                               | Japão · Narihiro Inamura · Toshinobu Saito                                                  | Alemanha Ocidental · Uwe Buchtmann · Markus Nagel                           |

### Feminino
| Evento                 | Ouro                                     | Prata                                  | Bronze                          |
| ---------------------- | ---------------------------------------- | -------------------------------------- | ------------------------------- |
| Velocidade individual  | Connie Paraskevin-Young · Estados Unidos | Renee Duprel · Estados Unidos          | Rita Razmaitė · União Soviética |
| Perseguição individual | Leontien van Moorsel · Países Baixos     | Madonna Harris · Nova Zelândia         | Barbara Ganz · Suíça            |
| Carreira por pontos    | Karen Holliday · Nova Zelândia           | Svetlana Samojvalova · União Soviética | Kristel Werckx · Bélgica        |

## Medalheiro
| Ordem | País               | Medalha de ouro | Medalha de prata | Medalha de bronze | Total |
| ----- | ------------------ | --------------- | ---------------- | ----------------- | ----- |
| 1     | União Soviética    | 4               | 2                | 1                 | 7     |
| 2     | Alemanha Oriental  | 3               | 0                | 2                 | 5     |
| 3     | Itália             | 2               | 2                | 1                 | 5     |
| 4     | Austrália          | 1               | 1                | 4                 | 6     |
| 5     | Estados Unidos     | 1               | 1                | 1                 | 3     |
| 5     | França             | 1               | 1                | 1                 | 3     |
| 7     | Nova Zelândia      | 1               | 1                | 0                 | 2     |
| 8     | Áustria            | 1               | 0                | 0                 | 1     |
| 8     | Países Baixos      | 1               | 0                | 0                 | 1     |
| 10    | Suíça              | 0               | 2                | 2                 | 4     |
| 11    | Alemanha Ocidental | 0               | 1                | 1                 | 2     |
| 11    | Bélgica            | 0               | 1                | 1                 | 2     |
| 11    | Dinamarca          | 0               | 1                | 1                 | 2     |
| 14    | Canadá             | 0               | 1                | 0                 | 1     |
| 14    | Japão              | 0               | 1                | 0                 | 1     |
|       | TOTAL              | 15              | 15               | 15                | 45    |